# Flugfélag Austurlands
Flugfélag Austurlands, ab Mitte der 1990er-Jahre im Außenauftritt Eastair Iceland, war eine isländische Fluggesellschaft, die ihren Betrieb im Jahr 1998 eingestellt hat.

## Geschichte
Flugfélag Austurlands wurde 1972 in Egilsstaðir gegründet, um die nationalen Flugdienste der zeitgleich aufgelösten Flugþjónustan zu übernehmen. Die Betriebsaufnahme erfolgte im selben Jahr mit einer Cessna 185. Ab Ende der 1970er-Jahre führte das Unternehmen regionale Linienflüge innerhalb Islands mit je einer Maschine der Typen Britten-Norman BN-2 Islander und Piper PA-31 durch. Etwa zur gleichen Zeit erwarb Icelandair eine 45-prozentige Beteiligung an der Gesellschaft. Nach dem Unfall ihrer BN-2 Islander setzte Flugfélag Austurlands von September 1980 bis zur Betriebseinstellung im Jahr 1998 lediglich die verbliebene Piper PA-31 (Kennzeichen: TF-EGU) ein.
Ende der 2010er Jahre bot eine gleichnamige neue Fluggesellschaft touristische Rundflüge im Osten Islands an.

## Zwischenfälle
Die Flugfélag Austurlands verzeichnete in ihrer Geschichte einen Zwischenfall:
- Am 22. September 1980 verunglückte die Britten-Norman BN-2 Islander (Luftfahrzeugkennzeichen TF-RTO) unterwegs von Bakkafjörður nach Egilsstaðir am (Gebirge) Smjörfjöll. Alle drei Personen an Bord des Flugzeuges kamen bei dem Unfall ums Leben.[5]